# Louis Edward Nolan

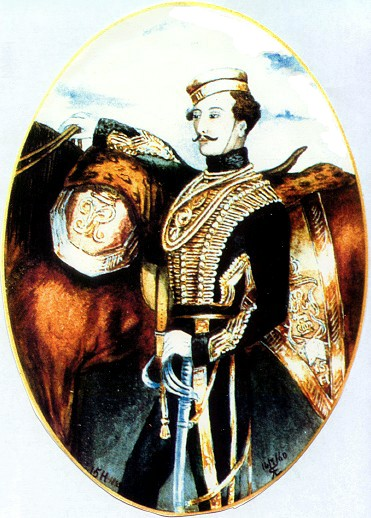
Louis Nolan, um 1850

Louis Edward Nolan (* 4. Januar 1818 in Oberkanada; † 25. Oktober 1854 bei Balaklawa) war ein britischer Offizier, der durch seine Rolle in der Schlacht bei Balaklawa Berühmtheit erlangte.

## Leben
Louis Edward Nolans Eltern waren John Babington Nolan, Captain des 70. Infanterie-Regiments (70th (Glasgow Lowland) Regiment of Foot) der britischen Armee, und seine Frau Elisa Harleston Hartley. Sie heirateten 1813 in Perth (Schottland). Für seine Mutter war es bereits die dritte Heirat. Aus den vorangegangenen Ehen, mit Andrew Macfarlane und Charles Ruddach, brachte sie zwei ältere Söhne ein. Ein Jahr nach Nolans Geburt kehrten seine Eltern nach Schottland zurück, da sein Vater sein Regiment verließ und unter Halbsold vom Militärdienst freigestellt wurde. Über die folgenden Jahre in Edinburgh ist wenig bekannt. Die Familie lebte 1829 in Piacenza, kurz danach in Mailand, welches damals Teil des Kaisertum Österreichs war. Sein Vater wurde hier Vize-Konsul. 
Nolan war während dieser Zeit, zusammen mit seinen Brüdern, der österreichischen Armee beigetreten. Im Alter von 14 Jahren wurde er 1832 Kadett im 10. K.u.k. Husaren-Regiment und besuchte die Ingenieursschule in Tulln. Danach diente er ab 1835 mit den 10. Husaren in Ungarn und Polen und wurde drei Jahre später zum Oberleutnant befördert. 
1838 besuchte Nolan wegen der Krönung Königin Victorias London und entschloss sich einige Monate später, der familiären Tradition folgend, in die britische Armee einzutreten und wurde am 15. März 1839 Cornet beim 15th (The King’s) Regiment of (Light) Dragoons (Hussars). Seine weiteren Stationen waren Bangalore und Madras in Indien. Doch aufgrund eines Fiebers, das sich Nolan bereits kurz nach seiner Ankunft in Indien zugezogen hatte, wurde er wieder nach Hause geschickt. Dort wurde er im Kavalleriedepot in Maidstone stationiert. 1841 wurde er zum Lieutenant befördert und im Mai 1843 kehrte er nach Indien zurück. Er verbrachte mehr als sechs Jahre in Indien und diente u. a. als Adjutant General George Berkeleys. 1850 wurde er zum Captain befördert. Ob seine Rückkehr 1851 nach Großbritannien in direktem Zusammenhang mit dem Tod seines Vaters, ein Jahr zuvor, steht, ist ungewiss. 
1851 begann Nolan seine Arbeit an seinem ersten Buch, mit dem englischen Titel The Training of Cavalry Remount Horses: A New System. Er reiste zwischen März und August 1852 durch Europa um Stoff für sein nächstes Buch Cavalry: Its History and Tactics zu sammeln, welches ein Jahr später veröffentlicht wurde. Weiterhin arbeitete er in dieser Zeit an einem neuen Sattel für die Kavallerie, der im Krimkrieg erstmals zum Einsatz kam und nach seinem Tod für alle Regimenter übernommen wurde. 
Nolan erlangte zweifelhaften Ruhm während der Schlacht von Balaklawa, am 25. Oktober 1854. Er gab den Befehl des Oberbefehlshabers Lord Raglan unvollständig (und wahrscheinlich falsch) an Lord Lucan, den Kommandeur der Kavalleriedivision, wieder. Dies führte zur legendären Attacke der Leichten Brigade, in der 156 Männer der angetretenen 673 berittenen Soldaten ihr Leben ließen und 122 verwundet wurden. Captain Nolan fiel als einer der ersten von ihnen bei dem Versuch, die Spitze der leichten Brigade zu erreichen. Es ist davon auszugehen, dass er seinen Fehler eingesehen hatte und vergeblich versuchte, den Kommandeur der Brigade Lord Cardigan zurückzuhalten.
Im Film Der Angriff der leichten Brigade wurde seine Rolle von David Hemmings gespielt.